# La Granja (estación del Metro de Santiago)
La Granja es una estación ferroviaria que forma parte de la Línea 4A de la red del Metro de Santiago de Chile. Se encuentra por trinchera en la autopista Vespucio Sur entre las estaciones Santa Julia y Santa Rosa, en la comuna de La Granja. 

## Características y entorno
En su entorno cercano se encuentran las Poblaciones San Gregorio y Millalemu. La estación posee una afluencia diaria promedio de 7348 pasajeros.
La estación sufrió un incendio el 18 de octubre de 2019, en el marco de las protestas en Chile de 2019. Resultó afectada la mezzanina y la boletería de la estación, lo que impidió su funcionamiento hasta el 17 de agosto de 2020, cuando fue reabierta.

### Accesos
| Acceso | Intersección                     |
| ------ | -------------------------------- |
| A      | Av. Américo Vespucio con Coronel |
| B      | Av. Américo Vespucio con Coronel |

## Origen etimológico
Su nombre se debe a que esta estación del ferrocarril metropolitano se encuentra en la comuna de La Granja. En su pictograma no utilizado, la estación era representada literalmente por una granja.

## Cambios nominales y geográficos
Originalmente, esta estación tendría como nombre "La Serena", debido a que se ubicaría en la avenida homónima (denominada desde 2007 como "Cardenal Raúl Silva Henríquez"). Esta localización fue contemplada debido a que intersección de las Avenidas Américo Vespucio y La Serena se localizaría la entrada del Acceso Sur de la Autopista del Maipo, la que conecta el sur de la ciudad de Santiago con la Carretera Panamericana (en las cercanías de Rancagua). 
Sin embargo, el retraso en la construcción del Acceso Sur a Santiago de la Autopista del Maipo (debía comenzar en el año 2000 y terminar en 2003, pero se inauguró completamente recién en 2010) y la construcción en paralelo de la Línea 4A del Metro de Santiago y la Autopista Vespucio Sur, hizo que se tomara la decisión de cambiar el lugar de ubicación de esta estación, desplazándose aproximadamente unos 200 metros hacia el oriente, quedando en la intersección de Av. Américo Vespucio con Av. Coronel, lo que provocó que no se utilizara este nombre. Con la reubicación de la estación, el nuevo nombre sería Coronel, llegando incluso a imprimirse mapas del Metro e infografías en periódicos en la cual se indicaba este nombre. Finalmente, la idea se desechó y "La Granja" fue designado como el nombre final.

## Galería

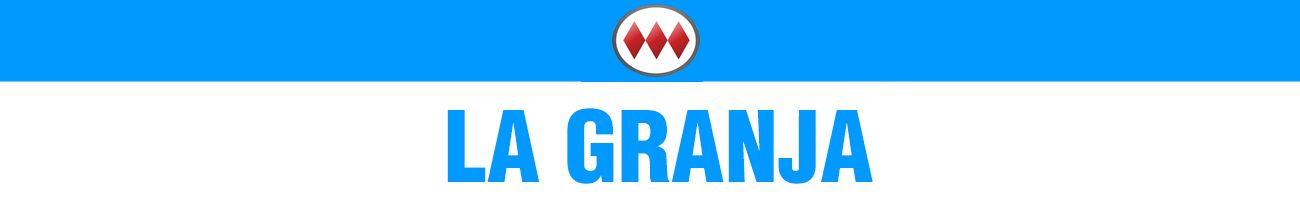
Cenefa utilizada actualmente en los andenes.

## Conexión con Red Metropolitana de Movilidad
La estación posee 2 paraderos de Red en sus alrededores, los cuales corresponden a:
| Paradero/ Código                   | Recorridos                                                           |
| ---------------------------------- | -------------------------------------------------------------------- |
| Parada 1 / Metro La Granja (PE177) | 118 (La Florida) - 211 (La Florida) - 262n (Metro Macul)             |
| Parada 2 / Metro La Granja (PE167) | 118 (Maipú) - 211 (Nos) - 216 (Pablo de Rokha) - 262n (Villa España) |